# Rezerwat przyrody Wysoka Skarpa Rzeki Tywy
Rezerwat przyrody Wysoka Skarpa Rzeki Tywy – leśny rezerwat przyrody położony na terenie gminy Gryfino w powiecie gryfińskim (województwo zachodniopomorskie).

## Powołanie
Obszar chroniony został utworzony 16 lutego 2023 r. na podstawie Zarządzenia Regionalnego Dyrektora Ochrony Środowiska w Szczecinie z dnia 30 stycznia 2023 r. w sprawie uznania za rezerwat przyrody „Wysoka Skarpa Rzeki Tywy” (Dz. Urz. Woj. Zach. z 2023 r., poz. 795). Jego ochronę zaproponowano już podczas waloryzacji przyrodniczej gminy Gryfino w 1997.

## Położenie
Rezerwat ma 20,69 ha powierzchni. Obszar chroniony leży na terenie obszarów ewidencyjnych Żórawki i Żórawie, w granicach Nadleśnictwa Gryfino. Znajduje się częściowo w granicach specjalnego obszaru ochrony siedlisk Natura 2000 Dolina Tywy PLH320050.

## Charakterystyka
Celem ochrony w rezerwacie przyrody jest „zachowanie wartkiej, meandrującej rzeki o charakterze podgórskim, naturalnie wykształconych zbiorowisk leśnych, w tym łęgów olszowo-jesionowych, grądów z przytulią leśną Galium sylvaticum, żyznych buczyn, unikatowego krajobrazu głęboko wciętej doliny rzecznej oraz stanowisk rzadkich gatunków roślin, w tym storczyków”. Typ rezerwatu ze względu na dominujący przedmiot ochrony został określony jako fitocenotyczny, a podtyp – jako zbiorowisk leśnych. Natomiast ze względu na główny typ ekosystemu typ określono go jako różnych ekosystemów, a podtyp – jako podtyp lasów i wód.
Rezerwat obejmuje wąski dwuipółkilometrowy odcinek rzeki Tywy, płynącej wartkim, nieuregulowanym nurtem z meandrami i dnem piaszczysto-kamienistym położony w głęboko wciętej dolinie tworzącej skarpę. Grądy wysokie, żyzne buczyny i lasy klonowo-lipowe dominują na zboczach doliny, natomiast na terasie zalewowej – łęgi olszowo-jesionowe. Do cennych okazów flory należą skrzyp zimowy Equisetum hiemale i bluszcz pospolity Hedera helix, ponadto zaobserwowano tu rzadkie grzyby ciżmówkę ciemnoblaszkową Crepidotus cesatii var. cesatii, orzechówkę mączystą Encoelia furfuracea, czarkę austriacką Sarcoscypha austriaca oraz trąbkę otrębiastą Tubaria furfuracea.
Według stanu na marzec 2023 rezerwat nie ma wyznaczonego planu ochrony ani zadań ochronnych. Do zagrożeń dla jego funkcjonowania należą m.in. użytkowanie gospodarcze i usuwanie drzew oraz zrzut zanieczyszczonej wody ze stawów do rzeki